# والری یاردی
والری یاردی (روسی: Валерий Николаевич Ярды؛ ۱۸ ژانویهٔ ۱۹۴۸ – ۱ اوت ۱۹۹۴) دوچرخه‌سوار اهل روسیه بود.
وی در مسابقات کشوری و بین‌المللی در مجموع برندهٔ ۲ مدال طلا شده‌است.